# Andrzej Bednarz (piłkarz)
Andrzej Bednarz (ur. 22 grudnia 1980 w Krakowie) – polski piłkarz grający na pozycji obrońcy.

## Życiorys
W czerwcu 2009 był testowany w klubie Zob Ahan Isfahan z Iranu. 18 czerwca podpisał roczny kontrakt z tym zespołem, który w sezonie 2008/09 zdobył wicemistrzostwo kraju. Jest pierwszym polskim piłkarzem, który grał w Iranie. Jednak po rocznej przygodzie w tym kraju piłkarz wrócił do Polski i ponownie związał się z RKS Radomiak.